# Carlos Cañal y Gómez-Imaz
Carlos Cañal y Gómez-Imaz (1905-1964), también conocido por su título nobiliario de marqués de Saavedra, fue un diplomático español, director general de Relaciones Culturales y embajador en Uruguay y Venezuela durante la dictadura franquista.

## Biografía
Nacido el 15 de enero de 1905, era hijo del ministro Carlos Cañal. Entró en la carrera diplomática en 1929. Cónsul en Hendaya, en 1934 contrajo matrimonio con María Jesús Orozco Massieu.
Durante la dictadura franquista fue jefe de Sección de Expansión Cultural de la Dirección General de Relaciones Culturales (DGRC) liderada por Enrique Valera y Ramírez de Saavedra, marqués de Auñón. Sucedió al marqués de Auñón en 1948 como director general de Relaciones Culturales al acontecer la muerte de este último. Trabajó en la dirección general con Rafael Calvo Serer, y desempeñó el cargo hasta 1951, cuando fue destinado a Uruguay como ministro plenipotenciario. Sustituido en la DGRC por Juan Pablo de Lojendio e Irure, desempeñó el puesto de embajador en el país americano hasta 1959, cuando fue destinado entonces como embajador a Venezuela.
Fue miembro de Instituto de Estudios Políticos, del Consejo Superior de Investigaciones Científicas y de la Real Academia Sevillana de Buenas Letras. Cesó del cargo en 1962.
Falleció en Madrid el 22 de enero de 1964.

## Distinciones
- Doctor honoris causa por la Universidad Católica de Santiago de Chile[3]